# پایگاه هوایی کیتونا
پایگاه هوایی کیتونا (به انگلیسی: Kitona Air Base) یک فرودگاه نظامی است که یک باند فرود سنگفرش دارد و طول باند آن ۲۴۰۰ متر است. این فرودگاه در کشور جمهوری دموکراتیک کنگو قرار دارد و در ارتفاع ۱۲۰ متری از سطح دریا واقع شده‌است.